# Телеки, Геза
Геза Телеки (венг. Rajniss Ferenc; Будапешт, Австро-Венгрия, 27 ноября 1911 — Лост-Сити, Западная Вирджиния, 5 января 1983) — венгерский политик, географ, геолог и хоккеист на траве, участвовавший в летних Олимпийских играх 1936 года. Представитель дворянского рода графьев Телеки.

## Биография
Он родился в Будапеште, в семье политика Пала Телеки.
Обучался в университетах Вены и Цюриха, некоторое время занимался разведкой нефти в Турции. С 1937 по 1940 год он работал геологом в Королевском венгерском геологическом институте в Будапеште. С 1940 по 1944 год он был профессором и заведующим кафедрой экономической геологии и географии в воссозданном Королевском венгерском университете имени Франца Иосифа в Клуж-Напоке.

### Спортивная карьера
В 1936 году Геза Телеки представлял сборную Венгрии по хоккею на траве на летних Олимпийских играх 1936 года в Берлине. В рамках соревнований он принял участие во всех трёх матчах в качестве нападающего. Сборная Венгрии заняла третье место после групповых матчей и не вышла из своей группы.

### Политическая карьера
Геза Телеки настаивал на перемирии по окончании Второй мировой войны и стал членом делегации, которая по поручению Миклоша Хорти начала мирные переговоры в Москве 28 сентября 1944 года. Он также подписал временное перемирие 11 октября, хотя это было сорвано захватом власти партией «Скрещенные стрелы» в нацистском стиле 15 октября. Он остался в советской столице и вместе с членами делегации по перемирию присоединился к переговорам по подготовке созыва Временного национального собрания и создания Временного национального правительства.
12 декабря 1944 года прибыл в Дебрецен на поезде с будущими членами правительства, и 22 декабря занял пост министра религии и образования в сформированном там Временном национальном правительстве. Первоначально ориентировавшийся на Христианско-демократическую народную партию, с 9 апреля 1945 года недолгое время был лидером новой консервативной Гражданской демократической партии, но 26 июля 1945 года был вынужден уйти в отставку из-за протестов левых партий. Ушёл из политической жизни после формирования правительства Тильди 15 ноября 1945 года.

### Преподавательская карьера и эмиграция
Затем преподавал на экономическом факультете Будапештского университета (Университете технологий и экономики имени Йожефа Надора) до 1948 года. По совету Шандора Шика руководители католических скаутов попросили Гезу Телеки занять пост президента Венгерской скаутской ассоциации. Участвовал в составлении комплексной карты долины Дуная и подготовке Парижского мирного договора. Он эмигрировал в Соединенные Штаты в 1949 году.
Он был преподавателем в Университете Вирджинии с 1950 года. С 1955 года он был профессором геологии в Университете Джорджа Вашингтона. После выхода на пенсию (1977) он еще два года преподавал в университете историю геологии и оценку аэрофотоснимков. Он опубликовал многочисленные исследования по экономической географии и геологии. Его пригласили присоединиться к нескольким американским и международным научным обществам и ассоциациям. Телеки и его жена покончили с собой из-за неизлечимой болезни. Его отец, Пал Телеки, также покончил с собой в 1941 году.